# El Pont (Santa Pau)
El Pont és una masia a uns dos km al sud-est del nucli de Santa Pau (la Garrotxa) inclosa a l'Inventari del Patrimoni Arquitectònic de Catalunya.
És una senzilla masia de planta rectangular, teulat a dues aigües, amb els vessants encarats cap a les façanes principals. La planta baixa, pràcticament sense cap obertura, és destinada a quadres pel bestiar. Al segle xix s'hi van instal·lar tots els atuells necessaris per a la fabricació de vi, i avui encara es conserva una data dibuixada damunt de l'arrebossat: 1880. La primera planta està arranjada per habitatge, s'hi accedeix per una escala exterior de pedra; la segona planta té l'accés per l'interior de la casa gràcies a una escala de fusta.
Va ser bastit amb carreus molt ben tallats als angles i en les obertures. En el transcurs del segle XX es va construir una cabana d'estructura avançada a nivell de la primera planta per tal de fer assecar les panotxes de blat de moro. La porta original, avui amagada, era situada a nivell de la primera planta, a la façana sud. Conserva, a la façana est, un forn de pa d'estructura exterior. També conserva una bonica pallissa de dos pisos, amb escala de pedra exterior i l'era de batre amb els cairons vermells (15 × 15 cm) originals.